# Мосолов, Алексей Перфильевич
Алексе́й Перфи́льевич Мосоло́в (конец 1690-х — 1755), тульский оружейник, представитель известной промышленной династии Мосоловых. Старший сын Перфилия Григорьевича (ок. 1657 — после 1717) и Неонилы Ерофеевны Мосоловых (умерла после 1737 года).
Вместе с тремя младшими братьями (Максимом, Иваном-большим и Иваном-меньшим) владел промышленной компанией, основавшей, начиная с 1728 года несколько металлургических заводов. Среди них:
- Мышегский доменный (чугунно-литейный[4]) и молотовый (железоделательный) на реке Мышега (город Алексин), запущен в 1729 или 1730-м году;
- Верхнешанский доменный и молотовый на реке Шаня(село Шанский завод, Тупцовский стан Можайского уезда), построен вместе с тульским купцом Алексеем Лугининым, запущен в 1734 году[5][6];
- Архангельский молотовый на реке Лужа (село Передел Можайского уезда), запущен в 1738-м году;
- Нижнешанский молотовый на реке Шаня (село Гиреево, стан Брагин Холм Можайского уезда), запущен в 1739-м году;
- Непложский доменный и молотовый на реке Непложа (Переславль-Рязанский уезд), запущен в 1740 ом году.

В 1730 г. Алексей Перфильевич — расходчик Оружейной конторы. В середине 1740-х годов тульский двор Мосоловых в Николо-Зарецкой (Казённой) слободе, в котором жили сыновья Алексея Перфильевича — Иван Алексеевич и Григорий Алексеевич Мосоловы, находился в приходе церкви Рождества Христова.
В 1750 году Алексей Перфильевич вместе с братьями купил Нижнешурминский завод у А. Ф. Прозорова, в 1751 г. — Нязе-Петровский завод у П. И. Осокина. В 1751 году основал и стал первым владельцем Каноникольского медеплавильного завода. В 1754 году у горы Косотур основал чугунно-плавильный и стале-делательный завод (в дальнейшем — Златоустовский чугунно-плавильный и стале-делательный казенный завод).
30 августа 1754 года вышел указ о ликвидации всех «хрустальных, стеклянных и железных заводов» на расстоянии 200 верст от Москвы с целью сохранения вокруг неё лесов, изданный по инициативе графа Александра Ивановича Шувалова, давнего конкурента Мосоловых.
Архангельский, Верхнешанский и Нижнешанский заводы были остановлены, компания Мосоловых потерпела убытков на 100 тысяч рублей. В 1755 году Алексей Перфильевич скончался, а младшие братья и их дети начали делить оставшееся общее имущество, что привело к развалу компании.
К детям Алексея Перфильевича перешёл Каноникольский медноплавильный завод, проданный и закрытый в 1875 году.
Известен сын Ивана Алексеевича Мосолова, Фёдор Иванович, генерал-майор, участник войны 1812 года.